# Ніколь Оліва
Ніколь Оліва (20 грудня 2001) — філіппінська плавчиня. Учасниця Чемпіонату світу з водних видів спорту 2017 на дистанції 200 метрів вільним стилем. Учасниця Чемпіонату світу з водних видів спорту 2019 на дистанції 400 метрів вільним стилем.